# بينتو بانديرا
بينتو بانديرا (بالبرتغالية: Pinto Bandeira‏)؛ بلدية في ولاية ريو غراندي دو سول في البرازيل. يبلغ عدد سكانها 2824 حسب تقديرات عام 2015، في حين تصل مساحتها إلى 105 كم2.